# Ambalavao
Ambalavao – miasto w południowo-wschodniej części regionu Haute Matsiatra w prowincji Fianarantsoa na Madagaskarze, 56 km na południe od stolicy prowincji miasta Fianarantsoa. Słynie z charakterystycznych domów z balustradami oraz z wyrabianego tu papieru antaimoro.

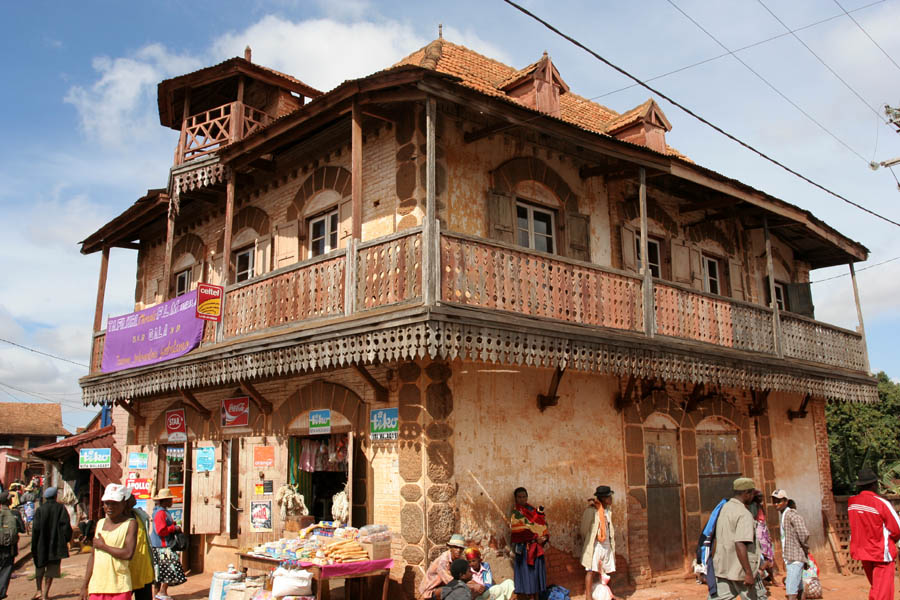
Dom w centrum miasta